# Drupa
La Drupa est le plus grand salon international concernant les industries graphiques et papetières. Il a lieu tous les quatre ans à Düsseldorf en Allemagne et est l'occasion pour les entreprises concernées par la papeterie, le prépresse la presse ou le façonnage de présenter leurs nouveautés techniques. 
Drupa vient des mots allemands drucken (imprimer) et papier.

## Les dernières Drupa
La Drupa étant quadriennale, l'édition suivant celle de 1995 aurait dû avoir lieu en 1999. Mais pour marquer l'an 2000, cette édition a été reculée d'un an.
- En 2008 : 
  - 391 000 visiteurs ;
  - 1 971 exposants venus de 52 pays.

- En 2004 : 
  - 394 478 visiteurs ;
  - 1 866 exposants venus de 52 pays.

Cette édition de la Drupa était présentée comme la "Drupa du JDF", car elle a été l'occasion pour de nombreux exposants de communiquer sur leurs logiciels et matériels "certifiés JDF" (le JDF est un format de métadonnées des industries graphiques en pleine expansion).
- En 2000 : 
  - 428 248 visiteurs ;
  - 1 957 exposant venus de 49 pays.

- En 2012 : (3 mai au 16 mai 2012) :
  - 391 000 visiteurs ;
  - 1 971 exposants venus de 52 pays.

Prochaine Drupa aura lieu du 31 mai au 10 juin 2016.

## Le Drupa song
Chaque édition est l'occasion pour les organisateurs de créer un hymne de la Drupa. Selon les années, il est plutôt techno, country, pop…
L'hymne de 1986, de style country, avait été cité parmi les « pires hymnes commerciaux » (worst corporate anthems) de tous les temps par le magazine The Register.
- écouter le dernier drupa song